# Ilybiosoma perplexum
Ilybiosoma perplexum är en skalbaggsart som först beskrevs av Sharp 1882.  Ilybiosoma perplexum ingår i släktet Ilybiosoma och familjen dykare. Inga underarter finns listade i Catalogue of Life.